# Amiga Format
Amiga Format era uma revista do Reino Unido para computadores Amiga.
A revista era publicada pela Future Publishing.
Teve 136 edições de 1989 a 2000.